# Bön

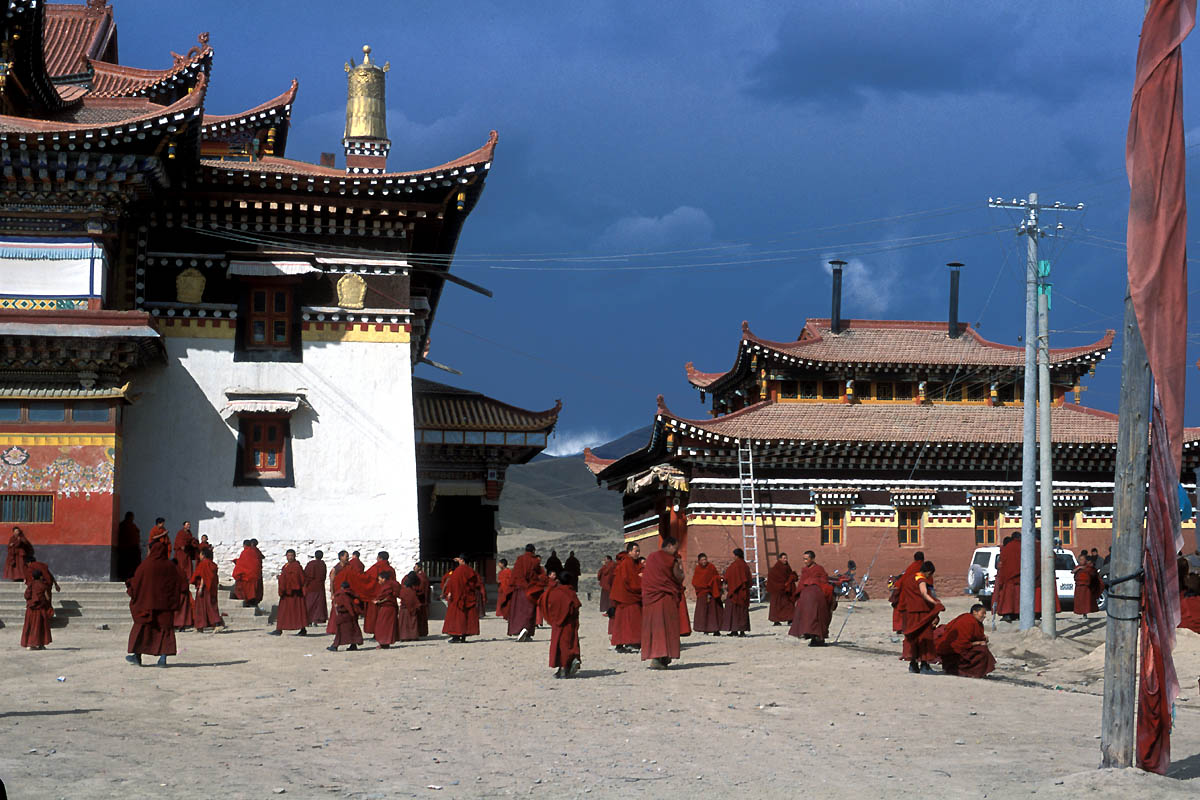
O mosteiro Bön Narshi Gonpa em Ngawa, China

Bön (em tibetano: བོན་; Wylie: bon pʰø̃̀(n)), Bon, Bonpo ou Bon-po é uma antiga religião do Tibete que alega preceder o próprio Budismo. É um ramo da Vajrayana e o principal sobrevivente do Vajrayana indiano.
A história do Bön é de difícil estudo pois os documentos mais antigos ainda compreensíveis sugerem que a religião vem dos séculos IX e X, muito antes do Budismo iniciar a supressão de crenças e práticas nativas. Além disto, o historiador Per Kværne observa que "Bön" é utilizado para descrever duas tradições distintas:
- As práticas religiosas pré-Budismo, de tibetanos que são "imperfeitamente reconstruídos (e ainda assim) essencialmente diferente do Budismo" e que eram focadas no culto a um governante supostamente divino;
- Um sincretismo religioso que cresceu no Tibete durante os séculos X e XI, com fortes tradições xamanistas e animistas, que é frequentemente considerado por estudiosos como uma "forma não-ortodoxa de Budismo";
- "um vasto e indefinido apanhado de crenças populares", incluindo a adivinhação.

Contudo, outros estudiosos não aceitam a tradição que separa o Bön do Budismo;
Christopher Beckwith chama o Bön de "um dos dois tipos de budismo tibetano" e escreve que "apesar da crença popular existente de uma religião não-budista chamada "Bön" durante a era do Império Tibetano, não há uma só prova para embasar a ideia… Apesar das diferenças em alguns aspectos de outras escolas, já era definitivamente uma forma de Budismo."
Tenzin Gyatso, o 14º Dalai Lama reconhece a tradição bönpa como a quinta principal escola espiritual do Tibete, junto com as escolas Budistas Nyingma, Sakya, Kagyu, e Gelug, apesar da longa competição histórica entre as tradições bönpa e Budistas no Tibete.
O sufixo "po" ou "pa" é adicionado a um substantivo em Tibetano para designar uma pessoa que é daquele lugar ou executa determinada ação. "Bönpo" portanto é um seguidor da tradição Bön, "Nyingmapa" um seguidor da tradição Nyingma e assim por diante.